# Kerktoren van Tjalhuizum
De kerktoren van Tjalhuizum is een kerktoren in Tjalhuizum in de Nederlandse provincie Friesland.

## Beschrijving
De middeleeuwse kerk werd in 1823 afgebroken. De toren werd in 1871 afgebroken en vervangen door de huidige toren van drie geledingen met spaarvelden en een ingesnoerde spits. De eerste steen werd gelegd op 27 mei 1871 door jonkheer Jan Frederik van Welderen baron Rengers namens zijn mede-kerkvoogden Simen Pieters Poelstra en Auke Sjoerds Rusticus. De in 1992 gerestaureerde toren heeft een mechanisch torenuurwerk. De kerktoren is een rijksmonument.